# Friedrich-Wilhelm Wentzlaff-Eggebert
Friedrich-Wilhelm Wentzlaff-Eggebert (* 16. Juni 1905 in Freist, Kreis Stolp; † 12. April 1999 in Wasserburg) war ein deutscher Germanist und Hochschullehrer.

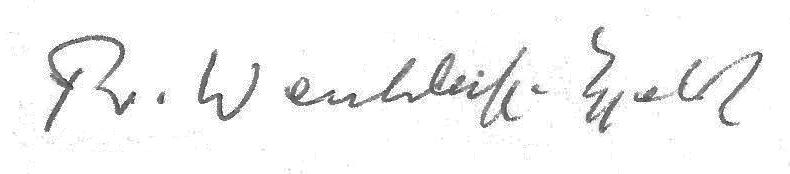
Friedrich-Wilhelm Wentzlaff-Eggebert. Signatur 1965

## Leben
Wentzlaff-Eggebert wurde als siebtes von neun Kindern eines evangelischen Pfarrers in Pommern geboren. Nach dem Besuch des Marienstifts-Gymnasiums in Stettin und dem Abitur 1925 studierte er Germanistik an der Friedrich-Wilhelms-Universität Berlin und der Ludwig-Maximilians-Universität München. Er war Stipendiat der Studienstiftung des deutschen Volkes und Schüler von Julius Petersen. Während seines Studiums begegnete er Richard Alewyn, Benno von Wiese, Erich Trunz, Wolfgang Kayser und Fritz Martini.
1931 promovierte Wentzlaff-Eggebert in Berlin. Seit 1932 arbeitete er in der Redaktion der Deutschen Literaturzeitung für Kritik der Internationalen Wissenschaft und war von 1934 bis 1944 ihr selbständiger Herausgeber. Im Anschluss an die Habilitation 1938 lehrte er als Privatdozent an der Universität Berlin und von 1941 bis 1944 als ordentlicher Professor an der Reichsuniversität Straßburg. Danach war er bis Sommer 1945 an die Universität Tübingen abgeordnet.
Nach dem Zweiten Weltkrieg fiel Wentzlaff-Eggebert zunächst unter die während der NS-Zeit politisch Belasteten und wurde seiner Ämter enthoben. Deshalb arbeitete er von 1945 bis 1955 als Gymnasiallehrer für Latein und Deutsch an den beiden Gymnasien in Lindau. 1950 wurde er außerplanmäßiger Professor an der Universität München, 1955 Professor für deutsche Philologie und Direktor des Deutschen Instituts der Universität Mainz. Nach der Emeritierung 1973 übernahm er noch einen Lehrauftrag an der Universität Konstanz.

## Verhältnis zum Nationalsozialismus
Wentzlaff-Eggebert wurde im Mai 1933 vom Beamtenbund als Parteianwärter der NSDAP gemeldet. Er war Blockleiter in seinem Wohnort Berlin-Lichterfelde, Mitglied im Nationalsozialistischen Deutschen Dozentenbund, in der Nationalsozialistischen Volkswohlfahrt, im Reichsluftschutzbund, im NS-Reichskriegerbund und in der Reichskulturkammer.
1947 wurde Wentzlaff-Eggebert als politisch belastet eingestuft. Im Revisionsverfahren wurde dieses Urteil aufgehoben. Die Spruchkammer erkannte an, dass er in den NS-Organisationen kein Amt bekleidet habe, dass sich in seiner Lehrtätigkeit und wissenschaftlichen Arbeit keinerlei nationalsozialistische Einflüsse erkennen ließen und dass die von Wentzlaff-Eggebert eingehaltene Linie zur Pflege der objektiven Wissenschaft in der Deutschen Literaturzeitung den Bestrebungen und Zielen des Nationalsozialismus entgegengesetzt gewesen sei. Diese Linie habe er gegen anderslautende Weisungen, Drohungen und Vorhaltungen durchgehalten und auf diese Weise trotz persönlicher Nachteile erheblich dazu beigetragen, dass das Vertrauen des Auslandes zur deutschen Wissenschaft wenigstens teilweise erhalten geblieben sei.

## Veröffentlichungen (Auswahl)
- Das Problem des Todes in der deutschen Lyrik des 17. Jahrhunderts. Mayer & Müller, Leipzig 1931.
- Opfer und Schicksal in Hölderlins „Hyperion“ und „Empedokles“. Hüneburg, Strassburg 1943.
- Die Dichtung des Bodenseegebietes. Thorbecke, Lindau 1949.
- Kreuzzugsdichtung des Mittelalters. Studien zu ihrer geschichtlichen und dichterischen Wirklichkeit. De Gruyter, Berlin 1960.
- Der Hoftag Jesu Christi 1188 in Mainz. Steiner, Wiesbaden 1962.
- Schillers Weg zu Goethe. 2., durchgesehene und erweiterte Auflage. De Gruyter, Berlin 1963.
- Dichtung und Sprache des jungen Gryphius. Die Überwindung der lateinischen Tradition und die Entwicklung zum deutschen Stil. 2., stark erweiterte Auflage. De Gruyter, Berlin 1966.
- Deutsche Mystik zwischen Mittelalter und Neuzeit. Einheit und Wandlung ihrer Erscheinungsformen. 3., erweiterte Auflage. De Gruyter, Berlin 1969.
- Belehrung und Verkündigung. Schriften zur deutschen Literatur vom Mittelalter bis zur Neuzeit. De Gruyter, Berlin / New York 1975.
- Der triumphierende und der besiegte Tod in der Wort- und Bildkunst des Barock. De Gruyter, Berlin 1975.
- Andreas Gryphius 1616 - 1664. Wissenschaftliche Buchgesellschaft, Wiesbaden: 1983.